# Шапур III
Шапур III — царь царей (шахиншах) Ирана, правил в 383/384 — 388/389 годах. Из династии Сасанидов. Сын Шапура II.

## Вступление на престол
В новейшей литературе нередко говорится о том, что в 379 году, когда Шапур II умер, его сын Шапур III был ещё юным (то есть не достиг пятнадцати лет). Однако Аммиан Марцеллин упоминает, что во время похода Юлиана Отступника в 363 году, сын царя командовал одним из персидских отрядов; кто это был, неясно (им мог быть и будущий Арташир II), но если это Шапур III, говорить про его малолетство в 379 году не приходится.
В 383 году его предшественник на троне Арташир II в результате заговора знати был смещён и престол занял Шапур III. Ат-Табари характеризует его как справедливого и милостивого государя:

«Затем стал царствовать Шапур, сын Шапура Плечистого, сына Ормузда, сына Нарсе. Подданные возрадовались этому, а равно и тому, что царство его отца вернулось к нему. Он в высшей степени хорошо пошёл им навстречу и написал своим наместникам, чтобы они вели хороший образ жизни и снисходительно относились к подданным. Подобные же приказы он отдал своим везирам, писцам и приближённым и обратился к ним с убедительной речью о том же. Он был неизменно справедлив и милостив к своим подданным, так как их привязанность, любовь и покорность были очевидны. Пред ним смирился и его низложенный дядя Ардашир и выразил ему покорность свою.»

## Отношения с Римом

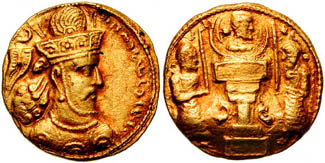
Тяжёлый динар Шапура III. Золото, 7,35 г

К моменту смещения Арташира II Рим и Иран находились в состоянии войны, и в 384 году персы осаждали Эдессу. Но к 387 году между Римской империей и персами был заключён мир, и Шапур III послал в подарок императору Феодосию I много шёлка. Видимо, одним из следствий нормализации отношений с западным соседом стала мягкая политика по отношению к христианам. Хроника Сеерта гласит: «Он освободил христиан из темницы и сказал: я освободил их из темницы, и они по обычаю будут платить харадж, что будет полезнее царству, чем их темницы».

## Раздел Армении

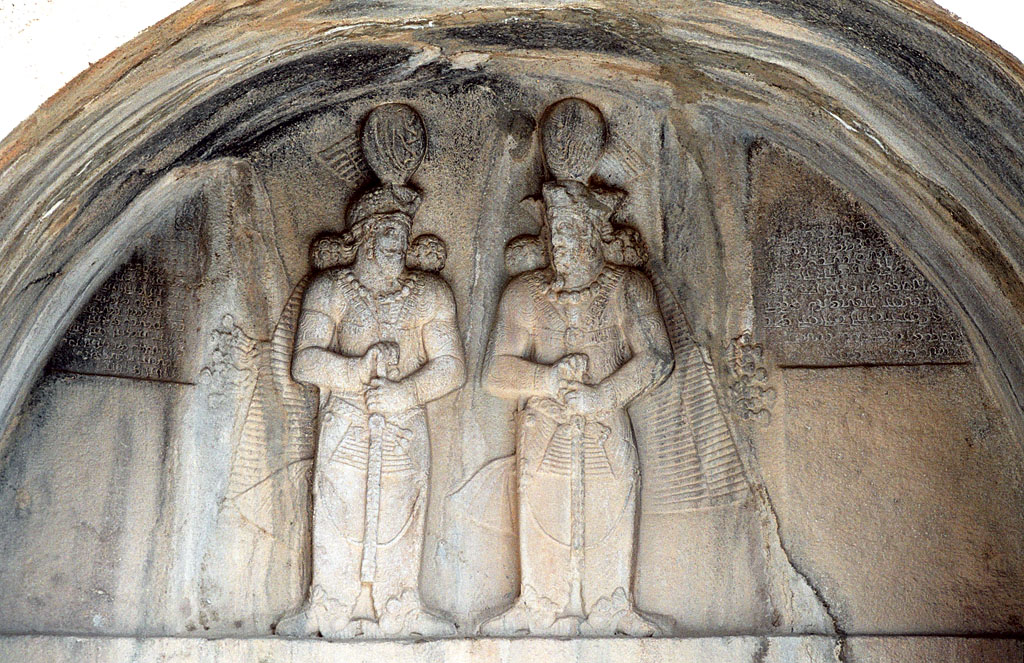
Рельеф в Так-е Бостане с изображением Шапура III и его отца Шапура II. Оба шаха изображены в одинаковых позах, смотрящими друг на друга. Сюжет, более неизвестный из Сасанидских царских рельефов

При Шапуре III своей государственной самостоятельности окончательно лишилась Армения, земли которой поделили между собой римляне и персы. Дата договора остаётся спорной; вероятнее всего, он был заключён в конце 384 года. Согласно истории, приписываемой Фавстосу Бузанду, окраины Армении были отторгнуты от неё и присоединены к Римской империи и Ирану, а остальная территория, так называемая «Срединная страна», была также разделена, но в обеих частях её продолжали править вассальные цари, зависимые соответственно от Рима и Персии: 4/5 достались Персии, 1/5 — Риму. Где именно была установлена граница, источники не сообщают. В литературе распространено мнение, что она проходила едва ли не по прямой ‒ от Нисибина до устья Чороха или до Феодосиополя (Карин, Эрзурум). В общем это представляется верным[стиль]. Когда в правление Йездегерда II армянские церковные иерархи направили царю послание о вероучении, среди подписавших были епископы областей Мокка, Туруберана, Тарона, Мардой-али (Мардага), Басеана, Багреванда и Тайка, западные границы которых приблизительно соответствуют этой линии. Римляне, в свою очередь, удерживали Феодосиополь (Карин), основанный незадолго до раздела. Если и далее отталкиваться от списка епископов, подписавших послание Ездигерду II, на юго-востоке пределами Армении будут Аматуни и Сюник. Это заметно отличается от границы, установленной по итогам войны 297—298 годов. Очевидно[стиль], Сасаниды вернули себе владения, утерянные после поражения Нарсе.  Чтобы уменьшить идеологическое влияние восточных римлян на армян, на территории персидской Армении было запрещено пользоваться греческим языком для богослужения и официального письма. Это стимулировало появление армянского алфавита, который позднее (на рубеже IV и V столетий) изобрёл Месроп Маштоц.

## Смерть Шапура III
Фирдоуси писал, будто погиб Шапур III от несчастного случая на охоте — столб, поддерживавший кровлю шатра, от сильного порыва ветра обрушился шаху прямо на голову. Не исключено, что эта катастрофа не была случайной — владыка мог поплатиться за то, что обложил налогами знать, чего раньше не практиковалось. Ат-Табари прямо говорит, что вельможи специально перерезали верёвки поддерживающие шатёр.
В отношении сроков правления Шапура III выписки Сергия, приведённые у Агафия Миринейского, соответствуют данным Вахрама Марданшахана, ат-Табари и ал-Якуби, где Шапуру III отводятся 5 лет правления. В «авестийском списке», у Ибн Кутайбы, ал-Масуди и Евтихия Александрийского утверждается, что Шапур III правил не 5 лет, а 5 лет и 4 месяца. Впрочем, в «Фарснамэ» продолжительность правления Шапура III в одном месте оценивается в 5 лет и 4 месяца, в другом — в 5 с половиной лет.
| Сасаниды                   |                                                            |                     |
| Предшественник: Арташир II | шахиншах Ирана и не-Ирана 383/384 — 388/389 (правил 5 лет) | Преемник: Бахрам IV |